# Gennobaudes (3. Jahrhundert)
Gennobaudes war ein fränkischer Kleinkönig im späten 3. Jahrhundert.
Über Gennobaudes ist nur wenig bekannt. Germanische Raubzüge in der Region um Augusta Treverorum provozierten eine römische Gegenoffensive, die zwischen 287 und 289 unter Kaiser Maximian stattfand. Maximian überschritt mehrmals den Rhein und schlug die Angreifer. In diesem Zusammenhang wird die Unterwerfung des Gennobaudes erwähnt. Gennobaudes schloss einen Vertrag mit Rom und erkannte die römische Oberherrschaft an, im Gegenzug wurde er von den Römern in seiner Stellung als Kleinkönig bestätigt.
Im Panegyricus von 289 wird nur die Unterwerfung eines Gennobaudes erwähnt, ohne dass er als Franke bezeichnet wird. Im Panegyricus von 291 werden hingegen die Franci (Franken) erstmals in einer zeitgenössischen römischen Quelle erwähnt; die Schilderung fränkischer Angriffe um 257 sind hingegen erst beim spätantiken Geschichtsschreiber Aurelius Victor belegt. Die Beschreibung im Panegyricus von 291 passt auf die zuvor geschilderte Unterwerfung des Gennobaudes, weshalb er in der Forschung als Franke angesehen wird; vielleicht war er Anführer der Chamaver, doch ist dies nicht gesichert.
Eine Verwandtschaft mit dem gut 100 Jahre später lebenden fränkischen Heerführer Gennobaudes ist nicht beweisbar, aber zumindest möglich.